# Лунка (Ванатори Њамц)
Лунка (рум. Lunca) насеље је у Румунији у округу Њамц у општини Ванатори Њамц. Oпштина се налази на надморској висини од 407 m.

## Становништво
Према подацима из 2002. године у насељу је живело 1282 становника, од којих су сви румунске националности.